# Coupe du monde de VTT 1991
Navigation
1992
La Coupe du monde de VTT 1991 est la 1re édition de la Coupe du monde de VTT. Seule l'épreuve du cross-country était au programme.
Cette édition est dominée par les Américains qui remportent les deux classements généraux ainsi que 12 des 18 manches.

## Cross-country

### Hommes
| # | Date          | Lieu               | Vainqueur    | Deuxième       | Troisième          | Leader du général |
| - | ------------- | ------------------ | ------------ | -------------- | ------------------ | ----------------- |
| 1 | 28 avril      | Bassano del Grappa | Tim Gould    | Ondrej Glajza  | Rishi Grewal       | Tim Gould         |
| 2 | 5 mai         | Manosque           | John Tomac   | Tom Rogers     | Mike Kloser        |                   |
| 3 | 26 mai        | Groesbeek          | Peter Hric   | Mike Kluge     | Volker Krukenbaum  |                   |
| 4 | 23 juin       | Mont-Sainte-Anne   | Daryl Price  | David Wiens    | Gerhard Zadrobilek |                   |
| 5 | 30 juin       | Traverse City      | Rishi Grewal | Henrik Djernis | Jan Wiejak         |                   |
| 6 | 21 juillet    | Mammoth Lakes      | David Wiens  | John Tomac     | Ned Overend        |                   |
| 7 | 28 juillet    | Park City          | Ned Overend  | Tom Rogers     | Tinker Juarez      |                   |
| 8 | 1er septembre | Château-d'Œx       | Tim Gould    | Mike Kloser    | David Wiens        |                   |
| 9 | 8 septembre   | Berlin             | John Tomac   | Tinker Juarez  | Gerhard Zadrobilek | John Tomac        |

| Pos | Coureur            | Pts |
| --- | ------------------ | --- |
| 1.  | John Tomac         |     |
| 2.  | Gerhard Zadrobilek |     |
| 3.  | David Wiens        |     |

### Femmes
| # | Date          | Lieu               | Vainqueur       | Deuxième         | Troisième        | Leader du général |
| - | ------------- | ------------------ | --------------- | ---------------- | ---------------- | ----------------- |
| 1 | 28 avril      | Bassano del Grappa | Juliana Furtado | Sara Ballantyne  | Regina Stiefl    | Juliana Furtado   |
| 2 | 5 mai         | Manosque           | Juliana Furtado | Sara Ballantyne  | Regina Stiefl    | Juliana Furtado   |
| 3 | 26 mai        | Groesbeek          | Regina Stiefl   | Chantal Daucourt | Silvia Fürst     |                   |
| 4 | 23 juin       | Mont-Sainte-Anne   | Sara Ballantyne | Silvia Fürst     | Juliana Furtado  |                   |
| 5 | 30 juin       | Traverse City      | Juliana Furtado | Sara Ballantyne  | Regina Stiefl    |                   |
| 6 | 21 juillet    | Mammoth Lakes      | Ruthie Matthes  | Sara Ballantyne  | Tammy Jacques    |                   |
| 7 | 28 juillet    | Park City          | Juliana Furtado | Ruthie Matthes   | Sara Ballantyne  |                   |
| 8 | 1er septembre | Château-d'Œx       | Alison Sydor    | Sara Ballantyne  | Silvia Fürst     |                   |
| 9 | 8 septembre   | Berlin             | Susan De Mattei | Sara Ballantyne  | Chantal Daucourt | Sara Ballantyne   |

| Pos | Coureuse        | Pts |
| --- | --------------- | --- |
| 1.  | Sara Ballantyne |     |
| 2.  | Juliana Furtado |     |
| 3.  | Regina Stiefl   |     |